# Eccellenza Lazio 1993-1994
Il campionato italiano di calcio di Eccellenza regionale 1993-1994 è stato il terzo organizzato in Italia. Rappresenta il sesto livello del calcio italiano.  Il campionato si è concluso con la vittoria del Civitavecchia per il girone A e del Ceccano per il girone B, entrambi al loro primo titolo.
Tutte le squadre iscritte al campionato di Eccellenza, assieme a quelle iscritte al campionato di Promozione, hanno diritto a partecipare alla Coppa Italia Dilettanti Lazio.

## Stagione

### Aggiornamenti
- Il Monterotondo, classificatosi terzo nel girone A la stagione precedente, è stato ripescato nel Campionato Nazionale Dilettanti a completamento di organici.
- Il Cynthia, appena retrocesso dal Campionato Nazionale Dilettanti non si iscrive al campionato.
- Il Pro Calcio Tivoli viene ripescato dalla Promozione e cambia denominazione in Tivoli Sciado.

Di seguito la composizione dei gironi fornita dal Comitato Regionale Lazio.

## Girone A

### Squadre partecipanti
| Club                  | Città (provincia)         | Stagione precedente                                                |
| --------------------- | ------------------------- | ------------------------------------------------------------------ |
| Aureliana Roma        | Roma                      | 13º posto in Eccellenza Lazio, Girone A                            |
| Civitavecchia         | Civitvecchia (RM)         | 16º posto in Campionato Nazionale Dilettanti, Girone E, retrocesso |
| Fregene               | Fregene di Fiumicino (RM) | 7º posto in Eccellenza Lazio, Girone A                             |
| Guidonia              | Guidonia (RM)             | 11º posto in Eccellenza Lazio, Girone A                            |
| Monterotondo Scalo    | Monterotondo (RM)         | 4º posto in Eccellenza Lazio, Girone A                             |
| Nuova Gallese         | Gallese (VT)              | 1º posto in Promozione Lazio, Girone A, promosso                   |
| Rebibbia              | Roma                      | 1º posto in Promozione Lazio, Girone B, promosso                   |
| Romana Gas            | Roma                      | 13º posto in Eccellenza Lazio, Girone B                            |
| Santa Marinella       | Santa Marinella (RM)      | 10º posto in Eccellenza Lazio, Girone A                            |
| Sorianese             | Soriano nel Cimino (VT)   | 2º posto in Eccellenza Lazio, Girone A                             |
| Tanas Primavalle Roma | Roma                      | 11º posto in Eccellenza Lazio, Girone B                            |
| Tivoli                | Tivoli (RM)               | 5º posto in Eccellenza Lazio, Girone A                             |
| Tivoli Sciado         | Tivoli (RM)               | 2º posto in Promozione Lazio, Girone B, ripescato                  |
| Tor Lupara            | Roma                      | 12º posto in Eccellenza Lazio, Girone A                            |
| Tuscania              | Tuscania (VT)             | 8º posto in Eccellenza Lazio, Girone A                             |
| Villalba Ocres Moca   | Guidonia (RM)             | 6º posto in Eccellenza Lazio, Girone A                             |

### Classifica finale
Fonte:
|  | Pos. | Squadra               | Pt | G  | V  | N  | P  | GF | GS | DR  |
|  | ---- | --------------------- | -- | -- | -- | -- | -- | -- | -- | --- |
|  | 1.   | Civitavecchia         | 50 | 30 | 23 | 4  | 3  | 63 | 10 | +53 |
|  | 2.   | Sorianese             | 39 | 30 | 14 | 11 | 5  | 35 | 18 | +17 |
|  | 3.   | Guidonia              | 34 | 30 | 12 | 10 | 8  | 41 | 26 | +15 |
|  | 4.   | Villalba Ocres Moca   | 31 | 30 | 9  | 13 | 8  | 30 | 30 | 0   |
|  | 5.   | Romana Gas            | 31 | 30 | 10 | 11 | 9  | 33 | 35 | -2  |
|  | 6.   | Nuova Gallese         | 29 | 30 | 10 | 9  | 11 | 35 | 37 | -2  |
|  | 7.   | Tivoli                | 29 | 30 | 7  | 15 | 8  | 24 | 27 | -3  |
|  | 8.   | Rebibbia              | 29 | 30 | 11 | 7  | 12 | 40 | 48 | -8  |
|  | 9.   | Aureliana Roma        | 29 | 30 | 9  | 11 | 10 | 25 | 34 | -9  |
|  | 10.  | Monterotondo Scalo    | 28 | 30 | 9  | 10 | 11 | 22 | 25 | -3  |
|  | 11.  | Tuscania              | 27 | 30 | 7  | 13 | 10 | 28 | 33 | -5  |
|  | 12.  | Fregene               | 26 | 30 | 7  | 12 | 11 | 26 | 38 | -12 |
|  | 13.  | Tivoli Sciado         | 26 | 30 | 11 | 4  | 15 | 32 | 45 | -13 |
|  | 14.  | Tor Lupara            | 25 | 30 | 7  | 11 | 12 | 32 | 37 | -5  |
|  | 15.  | Santa Marinella       | 25 | 30 | 6  | 13 | 11 | 21 | 31 | -10 |
|  | 16.  | Tanas Primavalle Roma | 22 | 30 | 5  | 12 | 13 | 23 | 36 | -13 |

Legenda:
      Promossa nel Campionato Nazionale Dilettanti 1994-1995.
      Ammessa ai Play-off nazionali.
      Retrocesse in Promozione 1994-1995.
Regolamento:
Due punti a vittoria, uno a pareggio, zero a sconfitta.

## Girone B

### Squadre partecipanti
| ClubFonte:         | Città (provincia)       | Stagione precedente                                                |
| ------------------ | ----------------------- | ------------------------------------------------------------------ |
| Alatri             | Alatri (FR)             | 9º posto in Eccellenza Lazio, Girone B                             |
| Anagni             | Anagni (FR)             | 1º posto in Promozione Lazio, Girone D, promosso                   |
| Aprilia            | Aprilia (RM)            | 14º posto in Eccellenza Lazio, Girone B                            |
| Ceccano            | Ceccano (FR)            | 6º posto in Eccellenza Lazio, Girone B                             |
| Ciampino           | Ciampino (RM)           | 2º posto in Eccellenza Lazio, Girone B                             |
| Lanuvio Campoleone | Lanuvio (RM)            | 1º posto in Promozione Lazio, Girone C, promosso                   |
| Macir Cisterna     | Cisterna di Latina (LT) | 8º posto in Eccellenza Lazio, Girone B                             |
| Nuova Itri         | Itri (LT)               | 12º posto in Eccellenza Lazio, Girone B                            |
| Palestrina         | Palestrina (RM)         | 5º posto in Eccellenza Lazio, Girone B                             |
| Policassino        | Cassino (LT)            | 10º posto in Eccellenza Lazio, Girone B                            |
| Pro Cisterna       | Cisterna di Latina (LT) | 7º posto in Eccellenza Lazio, Girone B                             |
| Terracina          | Terracina (LT)          | 16º posto in Campionato Nazionale Dilettanti, Girone H, retrocesso |
| Valmontone         | Valmontone (RM)         | 17º posto in Campionato Nazionale Dilettanti, Girone F, retrocesso |
| Vis Sezze          | Sezze (LT)              | 4º posto in Eccellenza Lazio, Girone B                             |
| Vis Subiaco        | Subiaco (RM)            | 14º posto in Eccellenza Lazio, Girone A                            |
| VJS Velletri       | Velletri (RM)           | 3º posto in Eccellenza Lazio, Girone B                             |

### Classifica finale
Fonte:
|  | Pos. | Squadra            | Pt | G  | V  | N  | P  | GF | GS | DR  |
|  | ---- | ------------------ | -- | -- | -- | -- | -- | -- | -- | --- |
|  | 1.   | Ceccano            | 47 | 30 | 18 | 11 | 1  | 51 | 19 | +32 |
|  | 2.   | Anagni             | 47 | 30 | 17 | 13 | 0  | 44 | 15 | +29 |
|  | 3.   | Valmontone         | 34 | 30 | 7  | 20 | 3  | 30 | 23 | +7  |
|  | 4.   | Lanuvio Campoleone | 33 | 30 | 8  | 17 | 5  | 28 | 24 | +4  |
|  | 5.   | Terracina          | 32 | 30 | 10 | 12 | 8  | 33 | 25 | +8  |
|  | 6.   | Palestrina         | 29 | 30 | 10 | 9  | 11 | 36 | 37 | -1  |
|  | 7.   | Pro Cisterna       | 28 | 30 | 7  | 14 | 9  | 33 | 31 | +2  |
|  | 8.   | VJS Velletri       | 28 | 30 | 5  | 18 | 7  | 31 | 31 | 0   |
|  | 9.   | Nuova Itri         | 28 | 30 | 8  | 12 | 10 | 22 | 26 | -4  |
|  | 10.  | Ciampino           | 28 | 30 | 8  | 12 | 10 | 27 | 33 | -6  |
|  | 11.  | Aprilia            | 27 | 30 | 8  | 11 | 11 | 26 | 31 | -5  |
|  | 12.  | Macir Cisterna     | 26 | 30 | 7  | 12 | 11 | 27 | 28 | -1  |
|  | 13.  | Vis Sezze          | 26 | 30 | 8  | 10 | 12 | 31 | 33 | -2  |
|  | 14.  | Policassino        | 26 | 30 | 7  | 12 | 11 | 20 | 26 | -6  |
|  | 15.  | Alatri             | 26 | 30 | 6  | 14 | 10 | 24 | 34 | -10 |
|  | 16.  | Vis Subiaco        | 15 | 30 | 1  | 13 | 16 | 10 | 57 | -47 |

Legenda:
      Promossa nel Campionato Nazionale Dilettanti 1994-1995.
      Ammessa ai Play-off nazionali.
      Retrocesse in Promozione 1994-1995.
Regolamento:
Due punti a vittoria, uno a pareggio, zero a sconfitta.
Note:
L'Anagni è stato poi ripescato nel Campionato Nazionale Dilettanti 1994-1995.

### Spareggi

#### Spareggio promozione
|         | Risultati     |        | Luogo e data |
| ------- | ------------- | ------ | ------------ |
| Ceccano | 1-1 (5-4 dtr) | Anagni | Latina, 1994 |
|         |               |        |              |